# Vlagyimir Vasziljevics Sztaszov
Vlagyimir Vasziljevics Sztaszov (oroszul: Влади́мир Васи́льевич Ста́сов) (Szentpétervár, 1824. január 14. – Szentpétervár, 1906. október 10.) orosz zenekritikus, művészettörténész, esszéíró, levéltáros, politikai aktivista. A híres orosz építész, Vaszilij Petrovics Sztaszov (1769–1848) fia.

## Élete
Talán a legelismertebb orosz kritikus volt élete során. Első diplomáját 1843-ban a jogtudományi egyetemen szerezte. Későbbiekben 1859-ben felvételt nyert a Birodalmi Művészeti Akadémiára. Az Orosz Tudományos Akadémia 1900-ban tiszteletbeli tagjává választotta és barátját Lev Tolsztojt is.
Egyes kritikusok állítása szerint Sztaszov szinte „zsarnoki” nézeteivel uralta a 19. századi orosz kultúra formálását. Számos nagy tehetséget fedezett fel és hatása sok művet ihletett. Rengeteg csatát vívott levelezéseiben és cikkekben a sajtó nyilvánossága előtt. Mint ilyen, ő egy egész életen át tartó vitát folytatott az orosz íróval Ivan Turgenyevvel, aki amúgy Sztaszovot a „nagyszerű, és legjobb orosz kritikusnak” tartotta. Azt akarta, hogy az orosz művészet megszabaduljon az európai művészet utánzásának, követésének szorításából. A nyugati művészet másolásával úgy érezte, hogy a legjobb orosz művészek csak másodrendűek lehetnek. Azonban a saját természetes hagyományok felvételével kell létrehozni egy valódi nemzeti művészetet, ami eredeti de megfelel az európai és a magas művészi követelményeknek. A „nemzeti” alatt Sztaszov egy olyan művészetet értett, ami nem csak ábrázolja az emberek életét, de jelentéssel is bír számukra és megmutatja hogyan kell élni.

## Magyarul megjelent művei
- Csudáky Bertalan: Verescsagin élete és művészete; Sztaszov után; szerzői, Bp., 1898
- Muszorgszkij; ford. S. Ferencz Ilona; Művelt Nép, Bp., 1952 (A kultúra mesterei)
- Az orosz művészet huszonöt éve; ford., jegyz. Fáj Attila, bev. Bacher Béla; Művelt Nép, Bp., 1953
- Orosz művészet. A XIX. század második felének festészete. Válogatott tanulmányok és kritikák; ford. Dobai János, szerk., bev. Bacher Béla; Képzőművészeti Alap, Bp., 1955

## Fordítás
- Ez a szócikk részben vagy egészben a Vladimir Stasov című angol Wikipédia-szócikk ezen változatának fordításán alapul.  Az eredeti cikk szerkesztőit annak laptörténete sorolja fel. Ez a jelzés csupán a megfogalmazás eredetét és a szerzői jogokat jelzi, nem szolgál a cikkben szereplő információk forrásmegjelöléseként.